# مونا مايكل
مونا مايكل (بالإنجليزية: Munna Michael)‏ هو فيلم رقص وأكشن هندي باللغة الهندية صدر عام 2017 من إخراج سابير خان وتأليف فيمي داتا وإنتاج فيكي راجاني وإروس إنترناشيونال. يشارك في الفيلم تايجر شروف في الدور الرئيسي، إلى جانب نواز الدين صديقي، نيدهي أجروال، رونيت روي وبانكاج تريباثي في الأدوار الداعمة. ويمثل هذا التعاون الثالث بين شروف وخان بعد فيلمي هيروبانتي و باغي.
تم إصدار فيلم مونا مايكل في 21 يوليو 2017 وسط مراجعات متباينة وسلبية من النقاد.

## حبكة
ماناسفا "مايكل" روي هو راقص مستوحى من مايكل جاكسون. في أحد الأيام، تم طرده من وظيفته في الاستوديو. في طريقه إلى المنزل، يجد طفلًا حديث الولادة على جانب الطريق فيتبناه ويسمي الطفل ماناف "مونا" روي. كما نشأ مونا ليصبح راقصًا استثنائيًا ومعجبًا متعصبًا بمايكل جاكسون. ومع ذلك، أصر مايكل بدلاً من ذلك على أن يجد مونا وظيفة مناسبة. يزور مونا نوادي الرقص سراً مع أصدقائه ويتحدى راقصيهم للفوز بالمال. مايكل يصاب بالمرض ويتم نقله إلى المستشفى. عندما ذهب مونا لرؤيته، طلب من ابنه مرة أخرى أن يتوقف عن الرقص. وفي الوقت نفسه، قامت نوادي الرقص في مومباي بإدراج مونا وأصدقائه على القائمة السوداء، لذلك قرر تجربة حظه في دلهي.
في أحد النوادي في دلهي، يتشاجر مونا مع بالي ويضرب أصدقائه. بالي هو شقيق رجل العصابات ماهيندر فوجي. عندما يعلم ماهيندرا عن قتال شقيقه، يطلب من مفتش الشرطة القبض على مونا. يشاهد ماهيندر لقطات من كاميرات المراقبة لمونا وهو يرقص في غرفة الانتظار قبل القتال مع بالي. لقد انبهر وطلب من مونا أن يعلمه كيفية الرقص. أثناء دروسهم، أصبح مونا وماهيندر صديقين مقربين. ذات يوم، هاجم بعض رجال العصابات ماهيندرا، وأنقذ مونا حياته. ثم يأخذ ماهيندرا مونا إلى دلهي ويعلنه مثل أخيه. يخبر ماهيندرا مونا أنه يريد أن يصبح راقصًا جيدًا لإبهار حبيبته ديبيكا "دولي" شارما، التي تعمل راقصة في أحد النوادي.
يقدم ماهيندرا لدولي هدية من خلال مونا تحت ستار صبي البريد. تصبح دوللي ومونا صديقتين جيدتين بعد بضعة لقاءات أخرى. تعترف دوللي له بأنها تحلم بأن تصبح راقصة مشهورة وتريد الفوز في مسابقة "نجمة الرقص" القادمة في مومباي. يعطي مونا لدولي خطاب تعيين لدور الراقصة الرئيسية في فندق بلو ستار في ميروت، والذي يملكه ماهيندر، وتقبل. يلتقي ماهيندر مع دوللي ويهديها سيارة وشقة كلفتة ودية. تجد دوللي بالي مختبئًا في الشقة، الذي يكذب بحقد قائلاً إن ماهيندر لن يحتفظ بها إلا كعبدة جنسية. إنها تهرب. عندما يعلم ماهيندرا ما حدث، يحاول قتل بالي بغضب، لكن صديقه ومونا يمنعانه. أثناء هذه الحادثة، يكتشف مونا أن ماهيندرا متزوج، لكن ذلك كان ضد إرادته. بعد فقدان دوللي، أصبح ماهيندر مكتئبًا. مونا يعد باستعادتها.
يعود مونا إلى مومباي ويجد دوللي بالصدفة، التي كانت هناك للمشاركة في برنامج Dancing Star. تقول دوللي لمونا أنها تريد الفوز بالعرض حتى تتمكن من مواجهة والدها، حيث هربت من المنزل لمتابعة مسيرتها في الرقص. يغير مونا رأيه ويقرر مساعدتها. يطلب مونا من أصدقائه مساعدة دوللي من خلال الانضمام إلى مجموعة الرقص الخاصة به. لقد كذب مونا على دوللي وأخبرها أنه لا يستطيع الرقص حتى تجده يرقص ويدرب مجموعة الرقص الخاصة بها يومًا ما. بعد أن أخبرها مونا بالحقيقة، طلبت منه دوللي أن يكون شريكها في المسابقة.
وفي هذه الأثناء، يأتي ماهيندر إلى مومباي بحثًا عن دوللي. بسبب خيانة مونا، قام باختطاف مايكل وأعطاه مهلة 24 ساعة لإحضار دوللي إليه وإلا سيتم قتل والده. تذهب دوللي ومونا إلى دلهي، حيث تخبر دوللي ماهيندرا أنها تحب مونا. مونا ومايكل ودولي يسافرون إلى مومباي. هناك، يحاول بالي ضربهم، لكن مونا يهزمه هو ورجاله. أثناء القتال، أطلق بالي النار على ساق مونا. لا يزال مونا يصعد على خشبة المسرح ويؤدي مع دوللي، ويفوزان. يقبل مايكل أخيرًا شغف ابنه، بينما يقبل ماهيندر قريبًا حب مونا ودولي ويتصالح مع مونا.

## الممثلون
- تايجر شروف في دور ماناف روي المعروف أيضًا باسم مونا مايكل
  - سيدهارث نيجام في دور ماناف الشاب
- نواز الدين صديقي في دور ماهيندر فوجي [6]
- نيدي أجروال في دور ديبيكا "دوللي" شارما [6]
- رونيت روي في دور ماناسفا "مايكل" روي، والد مونا ومقدم الرعاية له
- بانكاج تريباثي في دور بالي
- سوديش ليهري في دور المفتش شيندي
- سمير كوشار في دور راميش
- جولزار داستور في دور العمة بيلو
- فرح خان في دور المقدمة في برنامج دانسيغ ستار (ظهور خاص)
- شان في دور المقدم برنامج دانسيغ ستار (ظهور قصير)
- شيترانجادا سينغ في دور مقدمة برنامج دانسيغ ستار (ظهور قصير)
- بالافي كولكارني (ظهور قصير)

## الموسيقى التصويرية
تم تأليف موسيقى الفيلم من قبل ميت بروز وتانيشك باجشي وبراناي ريجيا وفيشال ميشرا وجاويد محسن وجوروف-روشين و فايو، بينما تم تأليف الموسيقى التصويرية من قبل سانديب شيرودكار. كلمات الأغاني كتبها كومار ودانيش صبري وبراناي وتانيشك فايو وصبير خان. تم إصدار الألبوم في 21 يونيو 2017 بواسطة إروس ميوزيك في يوم الموسيقى العالمي ويتضمن 10 أغاني. 
كل الألحان من تأليف Tanishk Bagchi.
| #   | عنوان              | المدة |
| --- | ------------------ | ----- |
| 1.  | "Main Hoon"        | 3:52  |
| 2.  | "Ding Dang"        | 3:22  |
| 3.  | "Pyar Ho"          | 4:12  |
| 4.  | "Swag"             | 2:39  |
| 5.  | "Beparwah"         | 5:58  |
| 6.  | "Shake Karaan"     | 4:10  |
| 7.  | "Feel The Rhythm"  | 2:50  |
| 8.  | "Beat It Bijuriya" | 2:17  |
| 9.  | "Pyar Ho" (Redux)  | 3:14  |
| 10. | "Swag Rebirth"     | 2:46  |

## يطلق

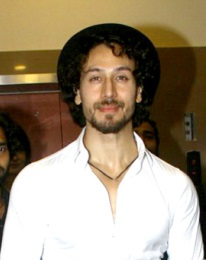
تايجر شروف في عرض فيلم Munna Michael

حصل الفيلم على شهادة U/A من CBFC وتم إصداره في 21 يوليو 2017 في جميع أنحاء العالم مع 3400 شاشة، 3000 في الهند و400 في الخارج.

## استقبال

### استقبال نقدي
حصل فيلم مونا مايكل على آراء متباينة وسلبية من النقاد.
كتبت مينا لاير من صحيفة تايمز أوف إينديا "سيستمتع محبو تايجر برقصه الرائع". وكتب روهيت فاتس من صحيفة هندوستان تايمز "الجميع، بما في ذلك تايجر شروف ونواز الدين صديقي، غير متزامنين في هذا الفيلم". 
كتبت شاليني لانجر من صحيفة إنديان إكسبريس "هذا الفيلم الذي يشارك في بطولته تايجر شروف، وندهي أجروال، ونواز الدين صديقي هو فيلم من نوع الرقص والحركة ولا يوجد به أي شيء عظيم".  وكتبت سبحاني سينغ من صحيفة إنديا توداي "باستثناء بعض مشاهد الرقص، لا يوجد الكثير مما لا يُنسى في الفيلم". 
كتبت أوديتا جونجونوالا من فيرست بوست "لقد كُتب فيلم مونا مايكل مع وضع أفضل مهارات تايجر شروف في الاعتبار: الرقص والحركة. ضع ما يكفي من هذين العنصرين ومن يهتم بالمنطق أو القصة أو التمثيل أو الأصالة."  كتب سايبال تشاتيرجي من إن دي تي في "كما هو واضح، لا يقدم فيلم تايجر شروف أي شيء أصلي أو جديد."
كتبت كريتي تولسياني من News18 "يبدو فيلم مونا مايكل وكأنه نسخة مبالغ فيها من فيلم الثمانينيات الذي يعتمد فقط على حركات الرقص وتسلسلات الحركة."  كتب كينيث روزاريو من الصحيفة الهندوسية "تأييد مبتذل لعضلات بطن تايجر شروف ومهاراته القتالية والرقصية." 
وصفت سوكانيا فيرما من ريديف الفيلم بأنه "فرصة ضائعة في أفضل الأحوال".  وكتبت زي نيوز "يبدأ هذا الفيلم بوعد ويحظى باهتمامك حتى الفاصل الزمني. بعد ذلك يتحول السرد إلى فيلم بوليوودي مبتذل يفشل في إثارة الإعجاب". 
كتب موهار باسو من ميد داي "يجب أن يكون هناك نوع من الأفلام يسمى أفلام إرضاء المعجبين، إذا لم يكن هناك واحد بالفعل. مونا مايكل هو هذا بالتحديد من حيث التصميم - فيلم رقص وأكشن يجب أن يركز بقوة على عرض براعة الرقص لبطله، تايجر شروف."  كتب بوليوود هانجاما "مونا مايكل له لحظاته ولكنه يكافح بسبب ضعف الكتابة. ومع ذلك، فإن معجبي تايجر شروف سيكونون سعداء لأن الممثل يهز العرض برقصه وأكشنه." 
قالت أنوباما تشوبرا من فيلم كومبانيون أن الفيلم كان "مادة للكوميديا الخالصة".  كتب ديفاش شارما من فيلم فير "ما يفتقر إليه هذا الفيلم هو الثقة بالنفس والموسيقى الرائعة. إذا كانت النقطة الأساسية في الفيلم هي جعله تكريمًا لمايكل جاكسون، فكان يجب استخدام ألحان مايكل جاكسون الأصلية".  كتبت شيلبا جامخانديكار من رويترز "القصة واضحة ومباشرة وهي مجرد أداة لشروف لإظهار عضلات بطنه ومهاراته في الرقص". 

### محلي
حقق الفيلم نسبة إشغال تتراوح بين 15% و20% في اليوم الأول  وحقق 6.65 كرور روبية هندية (1٫1 مليون دولار أمريكي)  (صافي) من 3000 شاشة.  حقق الفيلم إيرادات 9.24 كرور روبية هندية (1٫5 مليون دولار أمريكي)  إجماليًا في جميع أنحاء العالم في اليوم الأول.  أصبح فيلم مونا مايكل عاشر أعلى فيلم بوليوودي من حيث الإيرادات في يوم الافتتاح لعام 2017.  في اليوم الثاني، جمع الفيلم 6.32 كرور روبية هندية (1٫0 مليون دولار أمريكي). ارتفعت حصيلة صافي الإيرادات في يومين إلى 12.97 كرور روبية  والأرقام الإجمالية إلى 17.78 كرور .  في الأحد الأول، جمع الفيلم 8.32 كرور روبية، مما رفع حصيلة أول عطلة نهاية أسبوع محلية إلى إجمالي  كرور روبية، ليصبح عاشر أعلى فيلم بوليوودي محلي يحقق إيرادات في عطلة نهاية الأسبوع الأولى في عام 2017.  حقق الفيلم إيرادات  في الهند خلال 4 أيام. 

### في الخارج
في اليوم الأول من عرضه في السوق الخارجية، جمع الفيلم 4.21 لك روبية هندية (7٬000 دولار أمريكي)  من 24 شاشة في أستراليا، و 2.31 لك روبية هندية (3٬800 دولار أمريكي)  من 7 شاشات في نيوزيلندا، 10.29 لك روبية هندية (17٬000 دولار أمريكي)  من 50 شاشة في المملكة المتحدة، 9.29 لك روبية هندية (15٬000 دولار أمريكي)  من 58 شاشة في الولايات المتحدة، 3.45 لك روبية هندية (5٬700 دولار أمريكي)  من 13 شاشة في كندا.  في اليوم الثاني، جمع الفيلم 2.39 لك روبية هندية (4٬000 دولار أمريكي)  من 16 شاشة في أستراليا و 2.70 لك روبية هندية (4٬500 دولار أمريكي)  من 6 شاشات في نيوزيلندا.  في اليوم الثالث، جمع الفيلم 1.97 لك روبية هندية (3٬300 دولار أمريكي)  من 15 شاشة في أستراليا و 1.19 لك روبية هندية (2٬000 دولار أمريكي)  من 7 شاشات في نيوزيلندا.  وبذلك حقق الفيلم إيرادات 37.80 لك روبية هندية (63٬000 دولار أمريكي)  من 196 شاشة في عطلة نهاية الأسبوع الأولى لعرضه في الخارج. في أول يوم اثنين، جمع الفيلم 1.39 لك روبية هندية (2٬300 دولار أمريكي)  من 19 شاشة في أستراليا، 55٬057٬000 روبية هندية (910٬000 دولار أمريكي)  من 6 شاشات في نيوزيلندا، 5.34 لك روبية هندية (8٬900 دولار أمريكي)  من 42 شاشة في المملكة المتحدة، 3.49 لك روبية هندية (5٬800 دولار أمريكي)  من 51 شاشة في الولايات المتحدة، و 1.42 لك روبية هندية (2٬400 دولار أمريكي)  من 13 شاشة في كندا.  في اليوم الخامس من إطلاقه، جمع الفيلم 1.25 لك روبية هندية (2٬100 دولار أمريكي)  من 17 شاشة في أستراليا و 77٬907٬000 روبية هندية (1٫3 مليون دولار أمريكي)  من 6 شاشات في نيوزيلندا. حقق الفيلم 13.5 كرور روبية في الخارج. 

## الأوسمة
| حفل توزيع الجوائز                      | فئة                           | متلقي                   | نتيجة  | المرجع(المرجع) |
| -------------------------------------- | ----------------------------- | ----------------------- | ------ | -------------- |
| حفل توزيع جوائز ميرشي الموسيقية العاشر | كاتب كلمات الاغاني لهذا العام | ترشح                    | [ 37 ] |                |
| حفل توزيع جوائز ميرشي الموسيقية العاشر | أفضل ملحن موسيقي لهذا العام   | فيشال ميشرا - "بيار هو" | [ 37 ] |                |

## روابط خارجية
- مونا مايكل على موقع IMDb (الإنجليزية)
- مونا مايكل على موقع روتن توميتوز (الإنجليزية)
- مونا مايكل على موقع أول موفي (الإنجليزية)
- مونا مايكل على موقع بوكس أوفيس موجو (الإنجليزية)
- مونا مايكل على موقع فيلمافينيتي (الإسبانية)
- مونا مايكل على موقع قاعدة بيانات الفيلم (الإنجليزية)
- مونا مايكل على موقع ليتربوكسد (الإنجليزية)
- مونا مايكل على موقع كينوبويسك (الروسية)